# استودان سدلک

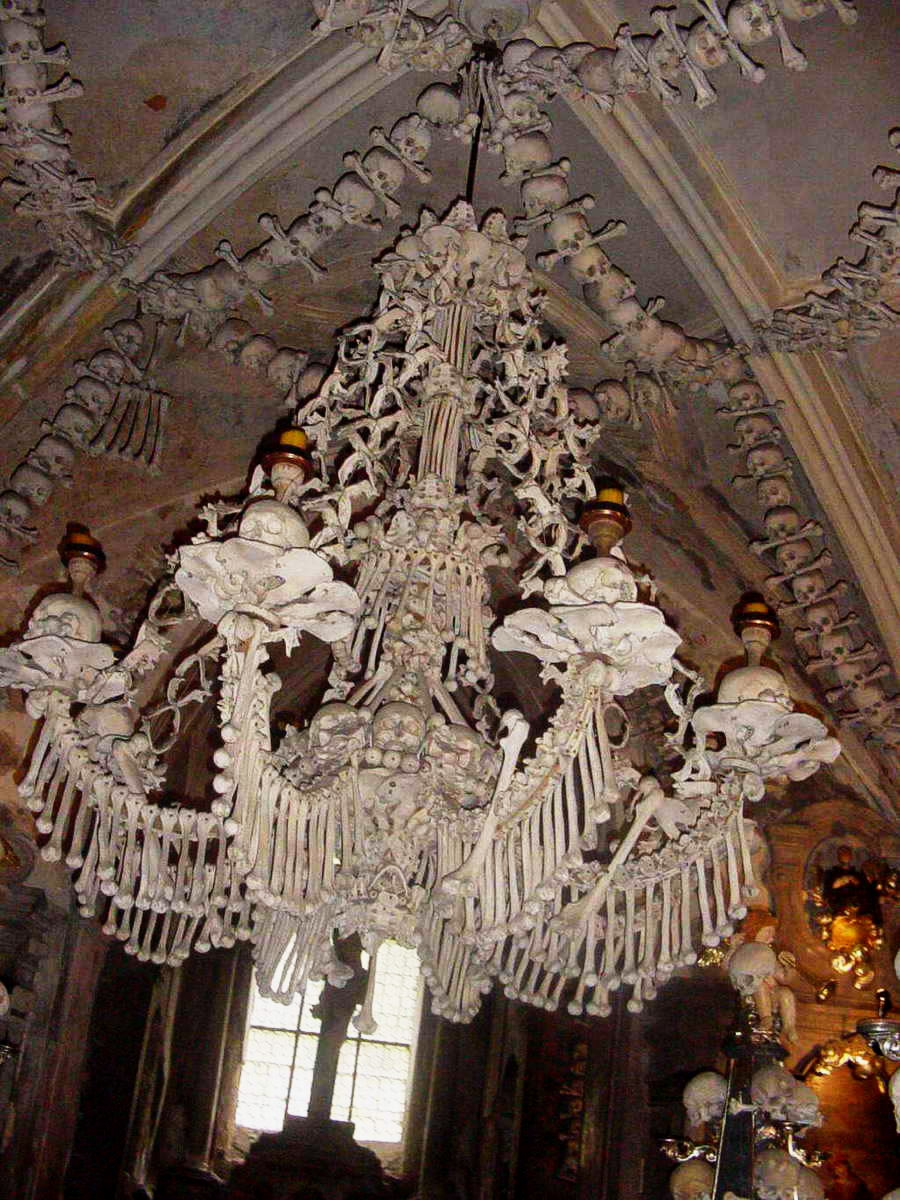
چلچراغی از استخوان انسان

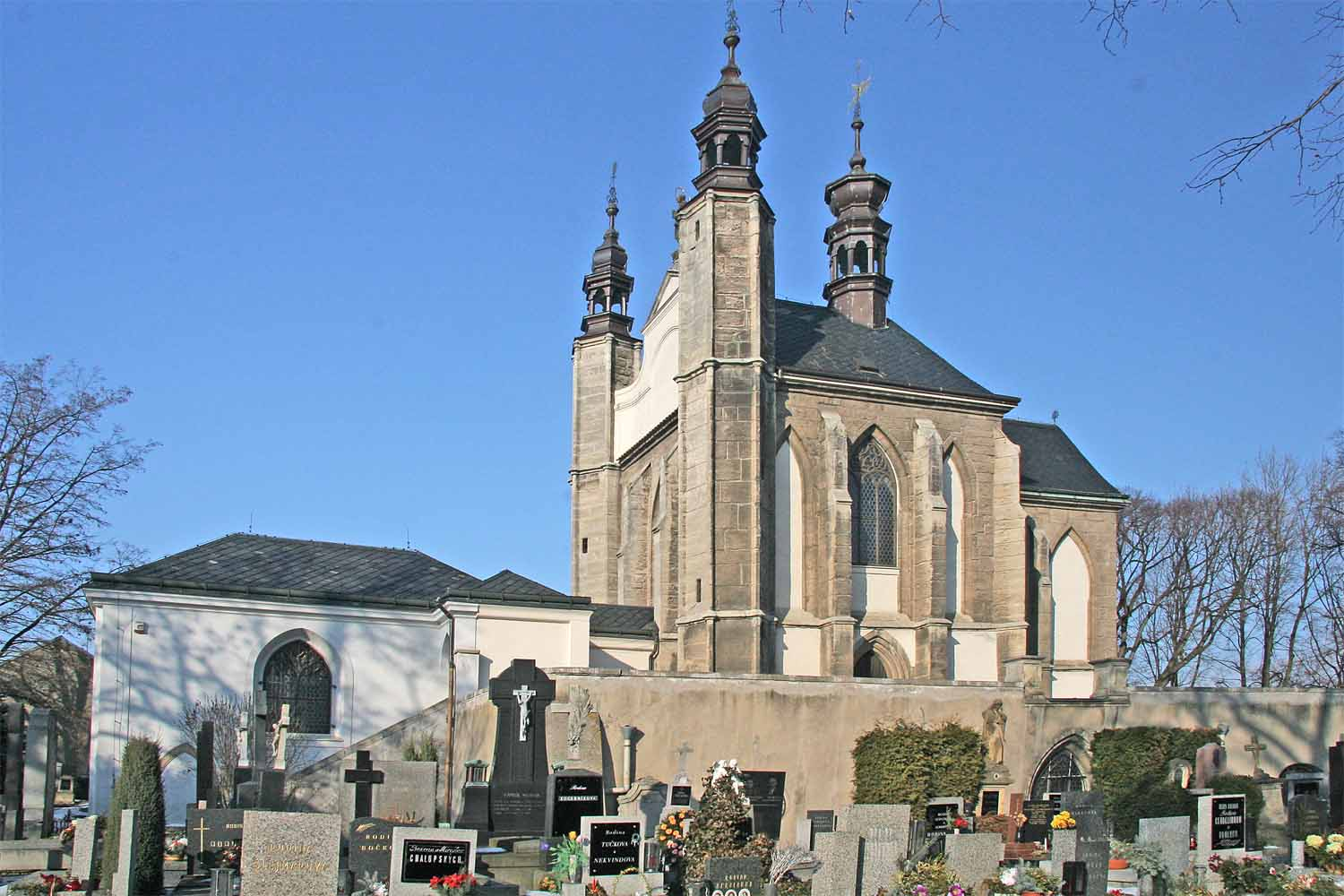
نمای خارجی نیایشگاه

اَستودان سِدلِک (در زبان چک: Kostnice v Sedlci) یک نیایشگاه کوچک مسیحی کاتولیک است که در طبقهٔ زیرین گورستان کلیسای همه قدیسان در سدلک از حومه‌های شهر کوتنا هرا در جمهوری چک قرار دارد. تخمین زده می‌شود که برای تزئینات داخلی این استودان از استخوان‌های ۴۰٬۰۰۰ تا ۷۰٬۰۰۰ انسان که پیشتر در محوطه کلیسا به خاک سپرده شده بودند استفاده شده است. این استودان از مهمترین مراکز گردشگری در جمهوری چک است و سالانه حدود ۲۰۰ هزار نفر از آن بازدید می‌کنند.

## تاریخچه
هنری راهب بزرگ کلیسای صومعه سیسترسی سدلک به فرمان شاه اوتاکار دوم، پادشاه بوهم در سال ۱۲۷۸ به سرزمین مقدس فرستاده شد. در هنگام بازگشت از زیارت، او مقداری از خاک سرزمین مقدس را با خود به ارمغان آورد و آن را به عنوان تبرک در این گورستان پاشید. این کار او باعث شد که گورستان سدلک به محلی محبوب برای دفن مردگان در اروپای مرکزی مبدل شود. در سالهای میانی قرن چهاردهم با گسترش مرگ سیاه یا طاعون در اروپای مرکزی و هم چنین در خلال جنگ‌های محلی اوایل قرن پانزدهم هزاران نفر در این گورستان به صورت دسته جمعی به خاک سپرده شدند.
در حدود سال ۱۴۰۰ میلادی، کلیسایی با معماری گوتیک در مرکز این گورستان بنا نهاده شد، و استخوان‌های یافت شده در گورهای دسته جمعی —که در هنگام ساخت کلیسا کشف شده بودند— در سرداب و همچنین شیروانی کلیسا به امانت سپرده شدند. بر طبق روایات، بعد از سال ۱۵۱۱ استخوان‌های انباشته شده توسط یک راهب نیمه‌کور به صورتی مرتب در کلیسا چیده شد.
در سال ۱۸۷۰ میلادی منبت‌کاری به نام فرانتیشک رینت (František Rint) از سوی خانواده شوارتزنبرگ (Schwarzenberg) استخدام شد تا کلیسا را با استخوان‌ها تزئین کند که این تزئینات تا بحال در این کلیسا موجود است. گفته شده است که در تزئینات این کلیسا از استخوان‌های ۴۰٬۰۰۰ انسان استفاده شده است.

## نگارخانه

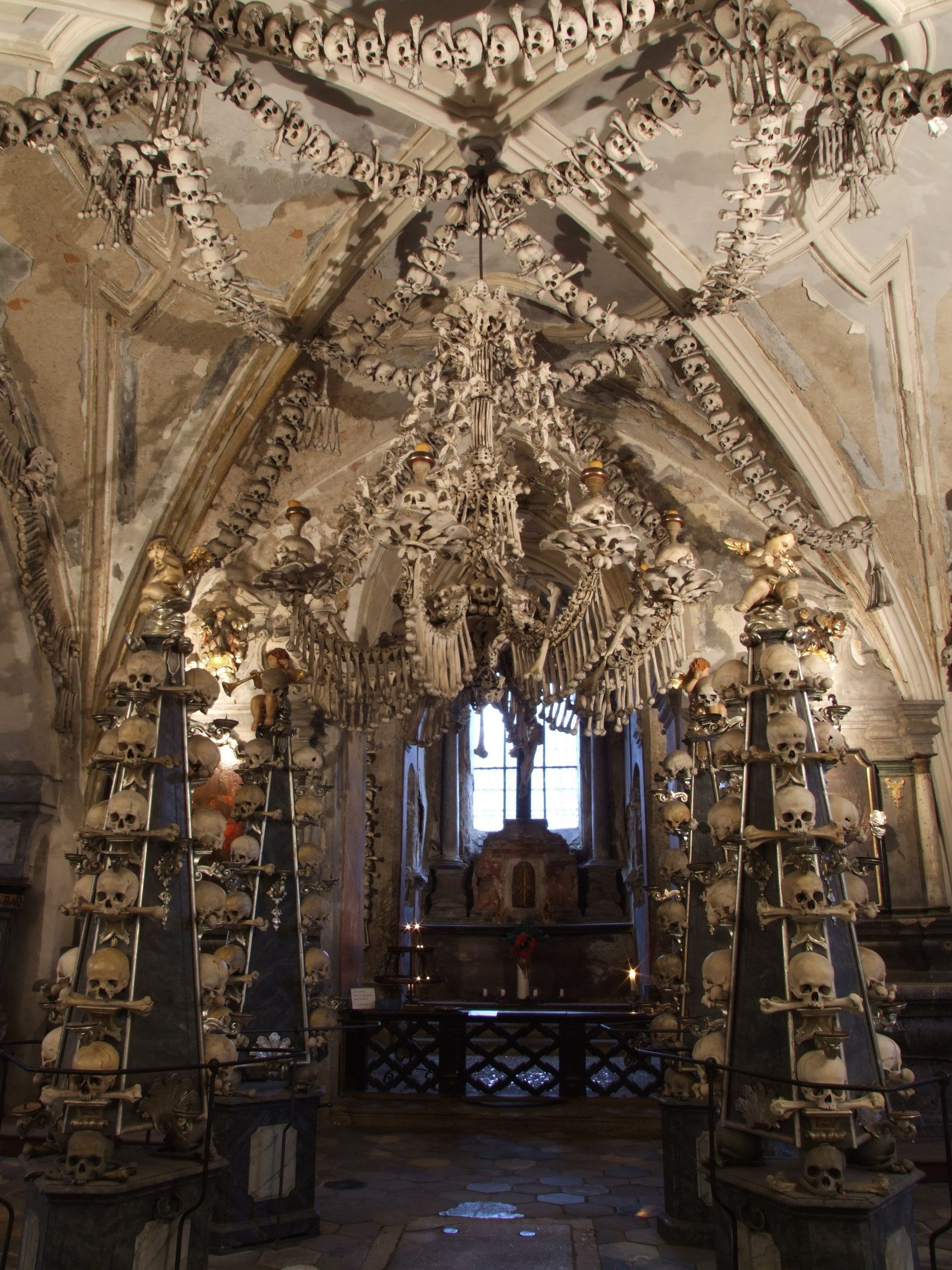
نمای داخلی نیایشگاه
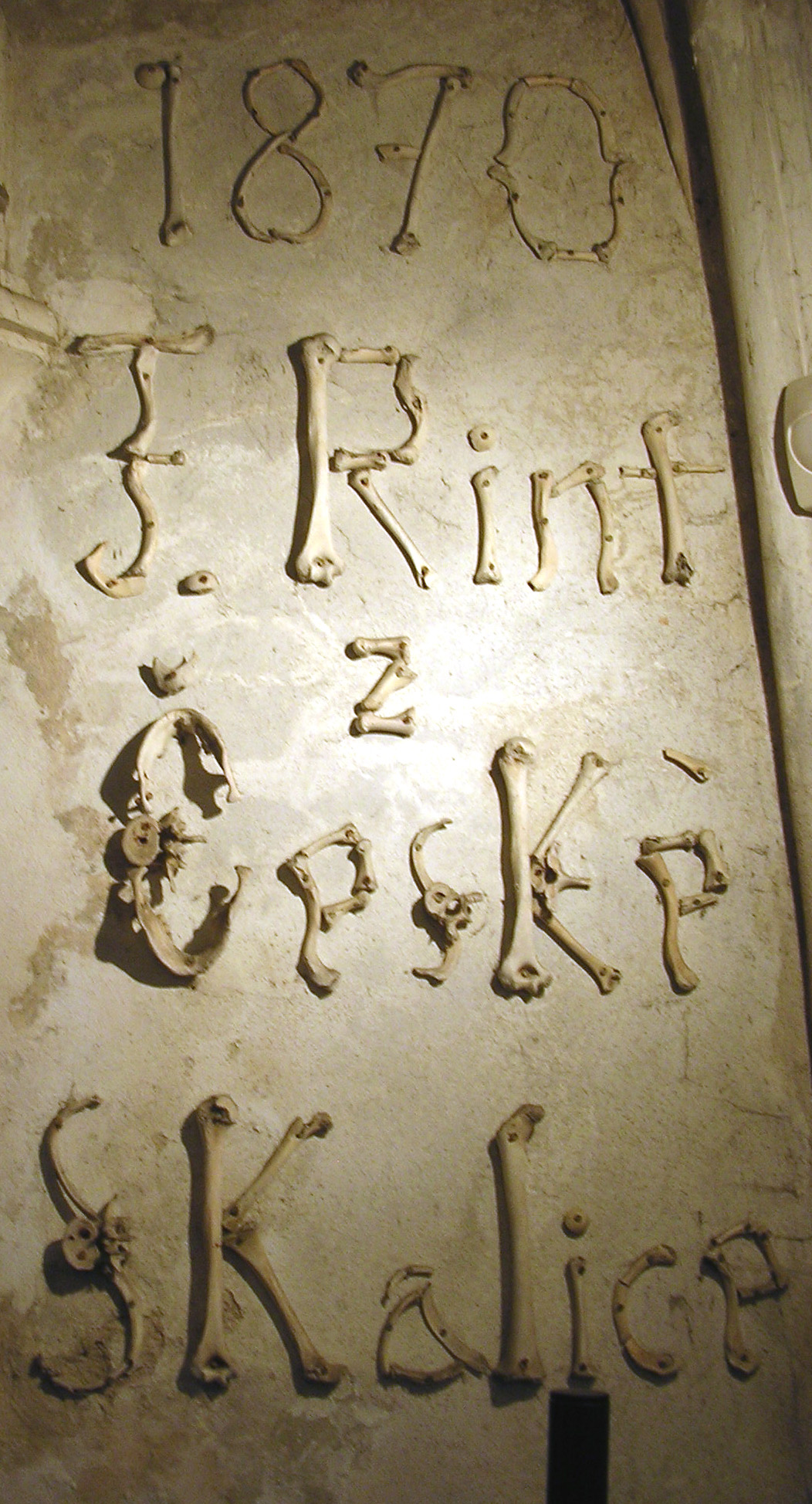
امضای ف. رینت با استخوان بر روی دیوار
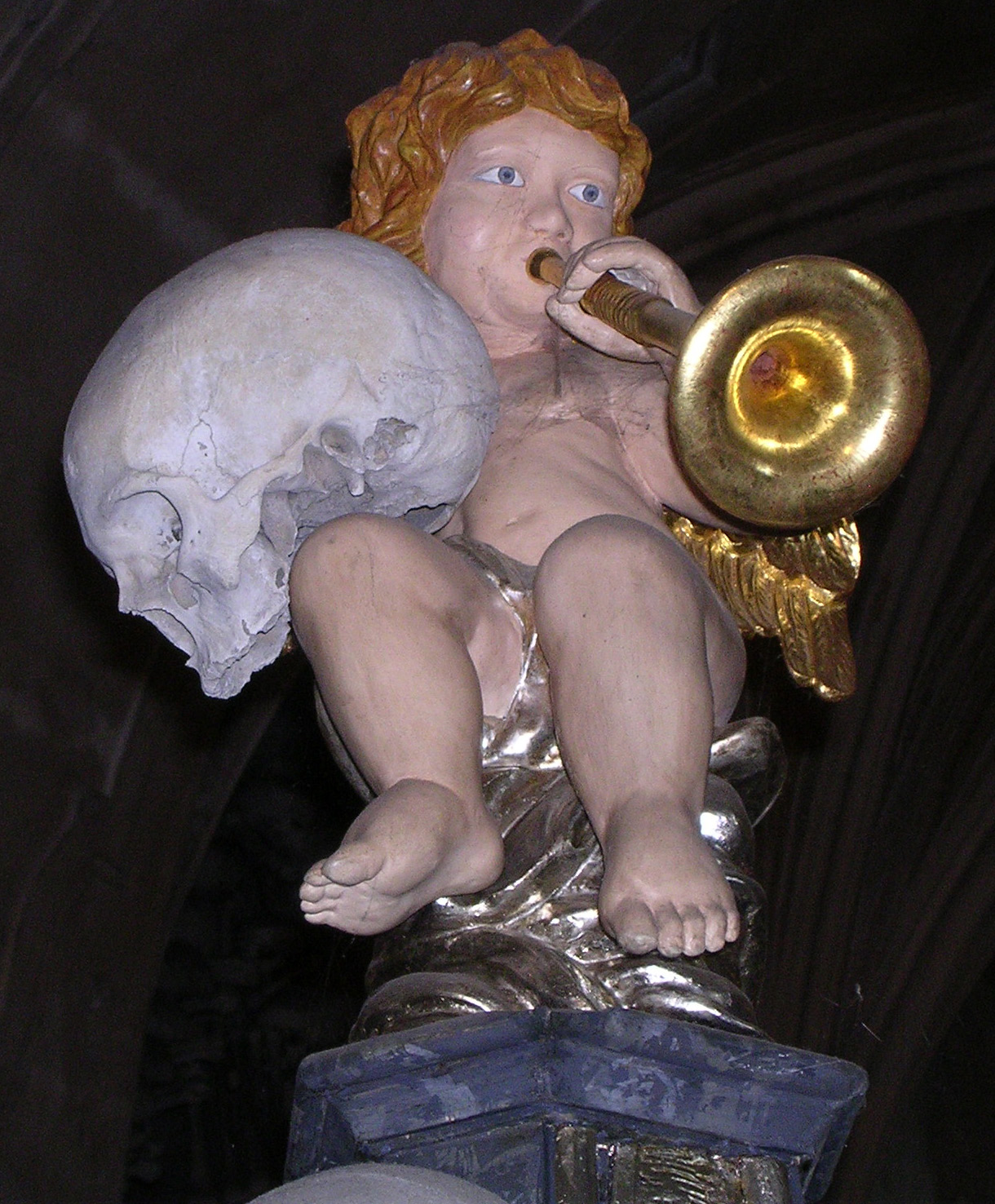
نمایی نزدیک از تزئین‌های داخلی نیایشگاه